# Apasionado por ti
Apasionado por ti, es el quinto álbum de estudio de la banda mexicana de música cristiana, Rojo. El álbum fue lanzado el 3 de marzo de 2009, ese mismo año ganó el Premio Arpa como "Álbum del año"  y en 2010 fue nominado a los Grammy Latinos; la cuarta nominación de la banda a estos premios.

## Lista de canciones
1. "Intro - He Decidido" - 0:55
2. "Siguiéndote Los Pasos" - 3:00
3. "Tu Amor Hace Eco en Todo Mi Universo" - 3:52
4. "Alabad a Dios (Todo Para Un Rey)" - 4:52
5. "Tu Reinas" - 4:39
6. "Fuego de Dios" - 4:00
7. "Solo Quiero Estar Donde Tú Estás" - 4:14
8. "Te Necesito" - 2:38
9. "Te Amo Más Que a Mi Misma Vida" - 4:26
10. "Una Generación Apasionada" - 4:33
11. "Haré Oír Mi Voz" - 3:24
12. "Envíame" - 2:46
13. "Cuán Grande Es Él" - 5:12

## Videoclips
- Tu Amor Hace Eco En Todo Mi Universo
- Te Amo Más Que a Mi Misma Vida
- Alabad a Dios (Todo Para Un Rey)